# Woman of the Bedchamber
Woman of the Bedchamber är en brittisk hovtjänst. De utgör nummer fyra i rang efter Lady of the Bedchamber. 
Deras ursprungliga uppgift var att klä av och på drottningen och ta hand om sådana personliga saker som att hjälpa henne att tvätta sig. Hennes uppgifter motsvarade ungefär uppgifterna hos en kammarjungfru, men hon hade trots detta rang som hovdam snarare än tjänare. En Woman of the Bedchamber kunde vara adlig (dotter till en pär), men inte med lika hög bördsstatus som en Lady of the Bedchamber (gifta med en earl). 
En skildring från början av 1700-talet beskriver hur en Woman of the Bedchamber fick underkasta sig en Lady of the Bedchamber i rang så snart denna var närvarande. Ett exempel på detta var, att när Lady of the Bedchamber var närvarande då drottningen klädde på sig, räckte Woman of the Bedchamber klädesplagget till Lady of the Bedchamber, som sedan hjälpt drottningen att klä sig. Ett annat var, att när en betjänt räckte drottningen ett glas, gav han det först till en Woman of the Bedchamber, som gav det vidare till en Lady of the Bedchamber, som slutligen gav det till drottningen. När en Lady of the Bedchamber int var närvarande, kunde dock en Woman of the Bedchamber utföra samma uppgifter utan mellanhand. 